# Mitsuko Souma
Mitsuko Souma (相馬 光子 Sōma Mitsuko?) es uno de los personajes principales de la novela Battle Royale. En la película y el manga tiene el mismo nombre. En la versión estadounidense del manga Mitsuko tiene varios motes como Mitsu, Mi-Chan, Incondicional Souma o Hardcore Souma.
Mitsuko es la segunda persona más peligrosa del juego, después de Kazuo Kiriyama. En el juego, Mitsuko consigue acabar con siete compañeros de clase (novela) o seis (manga y película). En la película el papel de Mitsuko Souma fue interpretado por Kou Shibasaki, mientras que la pequeña Mitsuko de los flashback es interpretada por Suzuka Tonegawa.

## Descripción
Mitsuko es una de las chicas más hermosas de la clase junto a Takako Chigusa y Sakura Ogawa. Es popularmente descrita como alguien "angelical" que siempre lleva una expresión "extraña y apática", según Shuya Nanahara tiene "la hermosa apariencia de un ídolo pop", mientras que Hiroki Sugimura comparó su belleza con la de una yuki-onna y Yuichiro Takiguchi describió la mirada en sus ojos como aterradora, pero "a veces realmente triste y amable". A pesar de ser la chica más bella de su escuela, ninguno de sus compañeros se acercaba a ella.
Debido a que en su infancia fue una víctima de agresiones y repetidos abusos sexuales y violaciones por parte de personas que debían ser figuras claves o de confianza, Mitsuko se convirtió en una adolescente manipuladora que usa su sexualidad para conseguir lo que quiere, incapaz de confiar en los demás.
Shogo Kawada explica, de forma muy acertada, que Mitsuko y Kazuo Kiriyama son similares ya que en el corazón de ambos no hay espacio para la lógica, el amor o cualquier tipo de valores; pero mientras que Kiriyama es un "Un hombre hueco" sin una razón para la forma en que es, deduce que Mitsuko debió vivir una experiencia que la hizo abandonar la razón y el amor.
Mitsuko es temida por sus compañeros de clase desde antes de ingresar al juego ya que tenía una reputación muy conocida en la escuela. Estaba constantemente involucrada en consumo de drogas, chantajes, prostitución y hurtos en tiendas con su pandilla que consistía en Hirono Shimizu y Yoshimi Yahagi. Incluso se dice que intimidaba a los profesores con sólo una mirada debido a su reputación.
Aunque todos son muy conscientes de que es una persona peligrosa dentro y fuera del Programa, casi todos los que se la han topado han caído atraídos por ella; Hiroki Sugimura admitió internamente que él no habría sido una excepción a los muchos que habrían hecho cualquier cosa por ella, incluso sabiendo que ella era peligrosa, si no fuera por "circunstancias especiales", su amor por Kayoko Kotohiki, que mantenían su cabeza despejada.

## Niñez y Adolescencia
En todas las versiones, la niñez de Mitsuko fue traumática, sin embargo, dependiendo de la versión los detalles cambian.
- En la novela, además del hecho que jamás supo quién era su padre, no se sabe mucho sobre la vida de Mitsuko hasta la primaria, cuando su madre la llevó a un edificio en ruinas en un barrio marginal de la ciudad, allí tres hombres le pagan a su madre para violar brutalmente a Mitsuko mientras la graban con una cámara de vídeo. Cuando Mitsuko se atreve a contarle a su profesor lo ocurrido; en vez de ayudarla, también abusa de ella en la biblioteca al terminar las clases. Un amigo de Mitsuko es testigo de la violación, pero en lugar de ayudarla se dedicó a esparcir malos rumores sobre ella en el colegio, lo que hizo que el profesor abandonara su trabajo. Tres meses después la madre de Mitsuko intenta venderla nuevamente pero la niña se resistió y accidentalmente asesinó a la mujer, posteriormente limpió la escena para simular un robo sucedido mientras ella estaba en un parque. Tras la muerte de su madre, Mitsuko es llevaba a vivir con unos parientes lejanos, cuyo hijo toma por costumbre agredirla, tiempo después el niño, accidentalmente, se cae de la azotea pero la madre culpa a Mitsuko aunque el padre la defiende; sin embargo el hombre toma por costumbre violarla. Esto hace de Mitsuko una chica de carácter frío y manipulador y de una mente traumatizada.[5]

- En el manga, cuando Mitsuko era pequeña su padre biológico, que fue el único que la quiso de verdad, la abandonó a ella y su madre (ya que el gobierno lo buscaba, para protegerlas, se divorció antes de huir). Para que lo recuerde, le regala a Mitsuko un anillo, que llevará siempre con ella. Antes que su padre se marchara; le dice a Mitsuko, que está llorando, que ella siempre será "su pequeña", una frase que Mitsuko repite en múltiples ocasiones gritando, cuando está seduciendo a distintos hombres. Mitsuko fue feliz con su madre hasta los nueve años, cuando su madre se casó nuevamente y su padrastro fue a vivir con ellas. En su primer encuentro él le regala una muñeca de trapo, único gesto de amabilidad que le hizo a Mitsuko; poco tiempo después empezó a maltratar y abusar brutalmente de la madre de Mitsuko y poco después, también empezó a pegar y violar a Mitsuko, tras esto incluso su madre comenzó a agredirla. Harta de su situación, estando aún en primaria, Mitsuko sale una noche de su casa y conoce a un yakuza al que le ofrece acostarse con ella a cambio de encargarse de sus padres. El hombre entra en la casa y apuñala hasta la muerte a la pareja. Mitsuko, que estaba escondida fuera de la casa, llama a la policía y se lo llevan detenido. Mientras en las calles, Mitsuko empieza a prostituirse, seduciendo a hombres con los que se acostaba y después robaba y asesinaba. Justificaba sus acciones con la frase: "A mi me lo quitaron y ahora vivo para quitárselo a los demás".

- En la película, en un flashback se ve a Mitsuko cuando era pequeña. Al volver del colegio, después de despedir a sus amigas, entra en su casa y saluda a su madre, que está borracha, y encuentra a un hombre desconocido al lado de su madre. El hombre había pagado a la madre de Mitsuko para poder violar a la niña. Mitsuko, asustada, sube a su habitación. El hombre sube a la habitación también y le enseña a Mitsuko una muñeca y le dice: "El nombre de esta muñeca es también Mitsuko, ¿a que es bonita? Ella está, de verdad, está muy contenta de conocerte". El hombre le quita la cabeza a la muñeca, la deja totalmente desnuda y le dice a Mitsuko: "Ahora es el turno de la otra Mitsuko, quítate la ropa". Entonces Mitsuko le empuja, el hombre grita, cae por las escaleras y muere.

## En el instituto

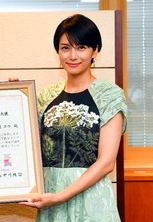
Kou Shibasaki, actriz encargada de interpretar al personaje en el film.

En todas las versiones Mitsuko es descrita como una chica muy atractiva y con un cuerpo perfecto, el cual usa para sus propósitos.
- En la novela y el manga Mitsuko es la líder del grupo de chica malas y populares del instituto, el grupo son Mitsuko, Hirono Shimizu y Yoshimi Yahagi. Algunos chicos comentan que Mitsuko es una chica que junto a su grupo se dedica a la prostitución, las drogas y las extorsiones, por lo que hay que tener mucho cuidado con ella, también se rumorea que tiene contactos con la Yakuza japonesa y que tiempo atrás sedujo a un sujeto para que atropellara a la líder de una banda rival.[8]

- En el manga, ella y sus amigas están relacionadas con actividades ilegales como la prostitución, las drogas y el robo.[9] Estas actividades le han dado el apodo de "Incondicional" Souma en la versión estadounidense del manga. En algún momento durante la secundaria sedujo a un famoso y rico boxeador (que tiene fama de malvado y arrogante). Después de uno de sus combates, Mitsuko se coló en el camerino y tras acostarse con él lo drogó con fuertes alucinógenos en su bebida. Mientras él dormía, Mitsuko robó la clave de su tarjeta de débito y se marchó. Al día siguiente, el boxeador se da cuenta de lo ocurrido y empieza a buscar a Mitsuko para golpearla y recuperar su dinero. Mientras conduce por la carretera Mitsuko lo llama y le envía una foto desnuda a su móvil con el mensaje: "¿A dónde ha ido el gran hombre? ¿Sabes cuánto perderás si decido contarle a la policía lo que sé? Sólo tengo 16 años". Aún bajo los efectos de las drogas, el hombre sufre alucinaciones sobre Mitsuko que lo hacer perder el control de su coche y morir al desbarrancarse. Satisfecha, Mitsuko usa sus "ganancias" para ir de fiesta con sus amigas. Drante el juego violó a su compañero de clase, Yuichiro Takiguchi, mientras lo asesinaba.

- En la película, sólo se cuenta que Mitsuko se ha acostado con muchos chicos, entre ellos, el novio de Hirono Shimizu. En uno de los flashback, se ve claramente que Mitsuko no tenía amigos. Mientras todos celebran la victoria en el partido de baloncesto, ella se marcha sola del gimnasio, no sin antes echar una mirada atrás de tristeza.

## En el juego
Mitsuko es una de las antagonistas principales de la historia. Cuando su clase es elegida para participar en Battle Royale, ella no tiene ningún reparo en matar a sus compañeros con tal de ganar y sobrevivir. Su arma asignada es un Kama. El arma no varía en ninguna versión.

### En la versión original: la novela
En la novela original mata a siete estudiantes. Asesinados por este orden:
- Chica N.º 03: Megumi Eto - degollada con la Kama.
- Chico N.º 08: Yoji Kuramoto - apuñalado en la cabeza con la Kama.
- Chica N.º 21: Yoshimi Yahagi - miembro de su grupo - de un disparo en la cabeza con la pistola Colt. M1911.
- Chica N.º 13: Takako Chigusa - de tres disparos en las lumbares con la pistola Colt. M1911.
- Chico N.º 18: Tadakatsu Hatagami - de varios golpes en la cabeza con un bate de béisbol de aluminio.
- Chico N.º 13: Yuichiro Takiguchi - de tres disparos en el estómago con el revólver Smith & Wesson Modelo 19.
- Chica N.º 08: Kayoko Kotohiki - de dos disparos en la sien derecha con el revólver Smith & Wesson M19 .357 Magnum.

### En la adaptación del manga
Las mismas muertes que en la novela pero con algunos cambios.
Algunos cambios del manga:
- Mitsuko dispara sólo una vez a Takako Chigusa en las lumbares.
- Mitsuko mata a Yoji Kuramoto con la pistola de Yoshimi.
- Mitsuko apuñala varias veces a Tadakatsu Hatagami en la cabeza y la cara con la Kama.
- Mitsuko no mata a Kayoko Kotohiki. Ella es asesinada por Kazuo Kiriyama.
- Mitsuko no mata a Yuichiro Takiguchi con un revólver sino con la Kama. Lo degüella mientras lo viola.

### En la adaptación cinematográfica
Las mismas muertes pero con algunos cambios y una muerte más:
- Chica N.º 10: Hirono Shimizu, miembro de su grupo - de dos disparos en la espalda con la pistola Colt. M1911.

Algunos cambios de la película:
- Mitsuko NO mata a Yoji Kuramoto y a Yoshimi Yahagi estos se suicidan con la cuerda de Kuramoto.
- Mitsuko le dispara cuatro veces a Takako Chigusa en las lumbares en vez de tres.
- Mitsuko mata a Tadakatsu Hatagami y a Yuichiro Takiguchi apuñalándolos en el corazón.
- Mitsuko mantiene relaciones sexuales con Hatagami y con Takiguchi.
- Mitsuko mata a Kayoko Kotohiki de un disparo en el pecho en vez de dos en la sien.

## Armas

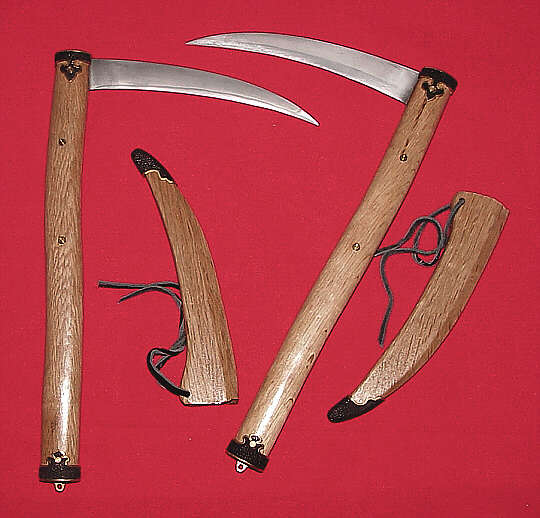
Kama u hoz japonesa, arma asignada a Mitsuko al iniciar el juego.

Mitsuko obtiene varias armas a lo largo de la historia, o bien consiguiéndolas después de matar a un compañero o simplemente quitándoselas. Su arma asignada no cambia en ninguna versión (novela, película y manga).
- Su arma asignada es siempre un Kama, u hoz japonesa, que nunca pierde.
- Después de matar a Megumi Eto, ella adquiere el cuchillo de Megumi en la novela y en el manga mientras que consigue un arma de electrochoque en la película.
- En la novela y en el manga, Mitsuko consigue la pistola Colt. M1911 después de matar a Yoshimi Yahagi y Yoji Kuramoto (la pistola es de Yoshimi, sin embargo pasa del arma de Kuramoto, que en el manga es un cúter y en la novela es una daga). En la película consigue la pistola cuando mata a Hirono Shimizu. En la novela y en el manga, Mitsuko pierde la pistola cuando se encuentra con Hiroki Sugimura.
- Mitsuko consigue también una navaja de afeitar de una casa. En la novela ella siempre la llevaba.
- En la novela; después de seducir a Tadakatsu Hatagami, ella le corta con la navaja de afeitar y le golpea hasta la muerte con el bate de béisbol aunque después no se lo lleva. En el manga, Hatagami consigue huir del corte pero después muere apuñalado por ella. En el manga después coge el arma de Yuichiro Takiguchi, un revólver Smith & Wesson Performance Center 629 .44MAG. En la película, ni Hatagami ni Takiguchi le proporcionan ningún tipo de arma.
- En la película, la pistola Colt. M1911 se la quita Kiriyama, no Sugimura.

## Destino
En todas las versiones de Battle Royale, cerca del final del juego, Mitsuko muere a manos de Kazuo Kiriyama, uno de los antagonistas principales de la historia. Los detalles de su muerte cambian según la versión.
- En la novela, Mitsuko está cogiendo las armas de Hiroki Sugimura y Kayoko Kotohiki, esta última asesinada por ella. De repente, Kiriyama llega detrás de ella y le dispara varias veces en la espalda con el subfusil Ingram MAC-10.[10] A pesar de sus heridas, Mitsuko consigue darse la vuelta y tras preguntarse a sí misma que la llevado hasta ese punto y recordar su pasado piensa: "da igual no perderé" y alza el arma. Pero Kiriyama es más rápido y vuelve a dispararle cuatro balazos en el pecho, a pesar de eso Mitsuko sonríe y le dispara cuatro veces con su pistola. Mitsuko queda consternada al ver que Kiriyama no se ha inmutado (lleva puesto el chaleco antibalas de Toshinori Oda). Entonces Kiriyama le dispara directamente en la cara, matándola. El rostro de Mitsuko es descrito como si "una tarta de fresa destrozada" hubiese impactado en su cara.[5]

- En el manga, Mitsuko está en una casa masturbándose y tomando un baño. Cuando termina el baño y sale de la casa, ve a Kiriyama saliendo de la casa vecina tras reponerse de las heridas de la lucha contra Sugimura. Al verle, Mitsuko inicia un tiroteo con Kiriyama, éste esquiva los disparos e intenta dispararla pero la herida del brazo le incapacita y deja caer la ametralladora y huye. Mitsuko consciente de su ventaja le sigue y dispara a la bolsa donde lleva las armas y estas se desparraman por el suelo, Kiriyama le tira una bolsa llena de cristales a la cara, este golpe consigue atontarla lo suficiente para que Kiriyama pueda coger su arma y dispararle en el hombro. Desesperada, Mitsuko intenta seducir a Kiriyama. Esto no funciona, debido a que Kiriyama es incapaz de tener sensaciones o sentimientos debido a la lobotomía que se le practicó de niño. Entonces, Kiriyama empieza a torturar a Mitsuko disparándola en puntos estratégicos bien colocados. Poco a poco, Mitsuko va perdiendo más la cordura hasta que finalmente muere. El disparo final destruye su cara haciendo que el rostro de Mitsuko, hermoso y bello, quede horrible, deformado y totalmente irreconocible.

- En la película. Mitsuko acaba de matar a Kayoko Kotohiki, empieza a caminar de espaldas cuando Kiriyama la tirotea. Éste se acerca a Mitsuko y le quita la pistola Colt. M1911. Las heridas de Mitsuko no son graves y se hace la muerta. Cuando Kiriyama se da la vuelta, Mitsuko se levanta y le ataca con el arma de electrochoque en el tobillo. Kiriyama pierde el equilibrio, cae y su subfusil Ingram MAC-10 se queda tirado en el suelo. Mitsuko coge a Kiriyama lo empuja y le clava la Kama en el pecho. Sin embargo, Kiriyama no muere porque lleva puesto el chaleco antibalas de Toshinori Oda. Mitsuko se sorprende, Kiriyama le coge el brazo derecho (el que tiene la Kama), entonces Mitsuko intenta, con el otro brazo, atacarle con el arma de electrochoque pero Kiriyama le coge también el otro brazo. Kiriyama le da una patada y empieza a dispararla con la pistola Colt. M1911. Mitsuko se levanta pese a que Kiriyama la dispara. Al final, Kiriyama la da un disparo letal en el pecho, Mitsuko cae y muere. El último pensamiento de Mitusko fue: "No quería seguir siendo una perdedora".

## Designación oficial en la clase
Mitsuko Souma, Instituto de Shiroiwa, Noveno Grado, Clase B, Chica N.º 11.